# Johann Samuel Ersch
Johann Samuel Ersch est un bibliographe allemand, né le 23 juin 1766 à Glogau en Silésie et mort à Halle-sur-Saale le 16 janvier 1828. 

## Biographie
Il fut d'abord le collaborateur de Meusel et de Fabri pour divers recueils, publia en son propre nom des ouvrages bibliographiques qui établirent sa réputation dans toute l'Allemagne. Il fut successivement professeur d'histoire et de géographie et bibliothécaire à Iéna, 1800, professeur de géographie et de statistique à Halle, 1803, et directeur de la bibliothèque de l'université de cette ville, 1808. 

## Œuvres
Ses principales publications sont : Répertoire des journaux et recueils périodiques sur la géographie et l'histoire, Lemgow, 1790-92 ; Répertoire universel de bibliographie de 1785 à 1790, Iéna, 1790-1807; la France savante ou Dictionnaire des écrivains français de 1771 à 1796, Hambourg, 1797-98; Manuel de la littérature allemande depuis le milieu du XVIIIe siècle, Leipzig, 1812-14; enfin l’Encyclopédie générale des arts et des sciences, publiée avec J. G. Gruber, in-4, Leips., 1818 et années suivantes, ouvrage immense, qui offre des articles succincts, mais substantiels, avec l'indication des meilleures sources.